# Varnost na Windows 10
Operacijski sistem Windows 10 je najbolj uporabljen OS na svetu, zato ni čudno, da je zelo izpostavljen raznim nevarnostim, kot so Računalniški virusi, Črvi, Vohunska programska oprema, Izsiljevalska programska oprema in druge vrste zlonamerne programske opreme.

## Nevarnosti za Windows 10

### Računalniški virusi
Računalniški virus je program, napisan z namenom uničevanja podatkov v računalniku ali oteževanja dela s programsko opremo. Izvede se lahko brez naše vednosti. Virus je lahko tudi pripet drugemu programu ali datoteki.

### Računalniški črvi
Računalniški črv je prav tako kot virus, ki se širi iz računalnika v računalnik, vendar tako, da sam izvaja funkcije računalnika za prenos datotek ali podatkov. Ko se črv naseli v sistem, lahko potuje sam. Velika nevarnost črvov je njihova sposobnost izjemno hitrega širjenja.

### Vohunska programska oprema
Vohunska programska oprema so vsi programi, ki omogočajo pošiljanje zasebnih podatkov brez privolitve ali vednosti uporabnika. Vohunska programska oprema s funkcijo sledenja pošilja razne podatke, kot so seznami obiskanih spletnih mest, e-poštni naslovi ali seznami posnetih uporabnikovih pritiskov tipk.

### Izsiljevalska programska oprema
Izsiljevalska programska oprema je zlonamerna programska oprema, ki zaklene napravo ali šifrira vsebino v napravi in zahteva denar v zameno za ponovni dostop do vsebine. Lahko ima tudi vgrajen časovnik s predhodno nastavljenim rokom za plačilo, ki ga je treba upoštevati.

## Vgrajena varnostna orodja Windows
Windows 10 ima zaradi prej navedenih nevarnosti veliko varnostnih orodij, nekatera, ki so v preteklosti veljala za slabo in minimalno zaščito, so se sedaj poboljšala in se celo lahko primerjajo z drugimi plačljivimi produkti. Nekatera od teh so: Windows Defender Antivirus, Windows Defeneder Smart Screen, Nadzor uporabniškega računa, Microsoft Bitlocker.

### Windows Defender Antivirus
Windows Defender Antivirus je vgrajen antivirus v vsaki različici Windows 10. V zgodnjih začetkih je veljal za minimalno zaščito, vendar se sedaj meri z najboljšimi neplačljivimi antivirusi. 
Windows Defender Antivirus je ob sami inštalaciji aktiven, za dodatne nastavitve ali pregled po meri pa sledimo postopku: Varnost sistema Windows > Zaščita pred virusi in grožnjami. Windows Defender Antivirus zagotavlja sprotno zaščito pred škodljivo programsko opremo, kot so virusi in zlonamerna programska oprema, v e-pošti, aplikacijah in spletu.

### Windows Defender Smart Screen
Windows Defender Smart Screen je vgrajeno orodje, ki preveri naložene datoteke, če so bile pri drugih uporabnikih zaznane kot zlonamerna programska oprema. Če je datoteka sumljiva, Smart screen opozori uporabnika, da je mogoče datoteka nevarna. Za dodatne nastavitve gremo na: Varnost sistema Windows > Nadzor nad aplikacijami in brskalniki.

### Nadzor uporabniškega računa
Nadzor uporabniškega računa je zaščita, prvič uporabljena v operacijskem sistemu Windows Vista. Zaščita deluje tako, da privzeto ne dovoljuje programom, da bi imele skrbniške pravice, pravice spreminjanja nastavitev ali datotek. Ko program zahteva ene od naštetih pravic, vpraša uporabnika za dovoljenje. Za spremembo nastavitev gremo na: Nadzorna plošča > Varnost in vzdrževanje > Spremeni nastavitve nadzora uporabniškega računa.

### Microsoft Bitlocker
Microsoft Bitlocker je vgrajen program za šifriranje diskov ali particij. Preprečuje nedovoljen dostop do datotek in poškodbe na ravni strojne opreme zaradi zlonamerne programske opreme. Bitlocker je dostopen samo v verzijah od Windows 10 Pro naprej. Za nastavitve gremo v: Nadzorna plošča > Šifriranje pogona Bitlocker.

### Windows Požarni zid
Windows požarni zid je bil prvič integriran v Windows XP in je dostopen v vsakem Windows sistemu od takrat naprej. To je orodje, ki prepreči sumljivim programom, da bi "komunicirali" skozi internetno omrežje. Včasih je uporabniku prikazano vprašanje ali dovoli, da program "komunicira". Za nastavitve gremo v: Nadzorna plošča > Windows Defender Firewall.

## Druga opcija za zaščito
Že leta 1971, ko je Bob Thomas ustvaril prvi računalniški virus, imenovan Creeper virus, je Ray Tomlinson ustvaril program, imenovan Reaper, katerega naloga je bila, da ga uniči. Vendar Reaper ni bil antivirus, kot ga mi danes poznamo, širil se je namreč kot Creeper virus in, če ga je na računalniku zaznal, ga je izbrisal, torej je bil virus, z namenom, da uniči drug virus. Kasneje, ko je internet postal bolj razširjen, je nastajalo vedno več računalniških virusov, ki so se zdaj lahko širili po internetu. Prvi dokumentiran uradni antivirus, ki je zaznal in unučil virus je ustvaril Bernd Fix. Z leti je nastalo veliko antivirusnih programov, nekateri so še danes vodilni v tej industriji.

### Izbira antivirusnega programa
Na trgu je veliko plačljivih in brezplačnih antivirusnih programov, vendar niso vsi enako dobri, na vrhu so antivirusni programi podjetij, ki so že leta v tej industriji. Danes antivirusni programi niso namenjeni samo zaznavanju in odstranjevanju virusov, pač pa tudi drugim vrstam zlonamerne programske opreme.